# Esplanada Center
Esplanada Center este un proiect anulat, ce urma a fi dezvoltat pe un teren de 10,7 hectare adiacent Bulevardului Unirii din București, printr-o investiție directă, privată, de un miliard de euro.
Având o suprafață totală construită de 800.000 metri pătrați, proiectul va îngloba un centru cultural, clădiri de birouri, un centru comercial, hoteluri și rezidențe.
Din suprafața totală a terenului, 20% va fi amenajat cu spații verzi, în timp ce 270.000 mp construiți vor fi ocupați de locuri de parcare.
În anul 2019, prin Hotărâre de Guvern nr. 592, amplasamentul a fost redenumit din Esplanada în Cartierul pentru Justiție și Proiecte de interes public ale municipiului București, și a fost aprobat un nou program de reconversie funcțională a acestuia. Amplasamentul a fost împărțit în două jumătăți, în jumătatea dinspre Biblioteca Națională a României, Ministerul Justiției primind calitatea de expropriator al parcelelor aflate în proprietate privată. Acest spațiu a fost denumit Cartierul pentru Justiție, aici urmând a fi construit un complex care să reunească cele mai multe dintre instituțiile judiciare din capitală. În cealaltă jumătate, redenumită Proiecte de interes public ale municipiului București, Primăria Municipiului București a primit calitatea de expropriator al parcelelor de teren aflate în proprietate privată. Până în prezent, nu a fost anunțat vreun proiect de interes public al municipiului București care ar putea fi implementat pe terenul respectiv.